# Корво Аттано
Корво Аттано (ориг. Corvo Attano) — головний герой гри «Dishonored» та один з двох можливих протагоністів її продовження «Dishonored 2», колишній молодший офіцер Парадної Серконської гвардії, лорд-захисник імператриці Джессаміни Колдуін, батько та лорд-захисник імператриці Емілі Колдуін.

## Бекграунд
Корво, повертається з подорожі Островами на два дні раніше запланованого. Пошук допомоги та ліки від чуми був безплідним, про що Корво і повідомляє у листі, який особисто передає до рук імператриці. Несподівано на Корво, Емілі і Джессаміну, що перебувають у ротонді, нападає група вбивць, які мають надприродні здібності. Перевага була не на боці Корво, і ватажку ассасинів, чоловікові в червоному макінтоші, вдається вбити Джессаміну і викрасти Емілі. Джессаміна вмирає на руках у Корво, встигнувши попросити врятувати Емілі. Голова таємної канцелярії Хайрем Берроуз і Верховний доглядач Таддеус Кемпбелл, які з'явилися відразу після цього на місці злочину в компанії стражників, звинувачують Корво у вбивстві імператриці і викраденні Емілі і кидають лорда-захисника у в'язницю.
Через півроку тортур Корво, який так і не погодився підписати щиросердне зізнання, винесли смертний вирок. Однак напередодні страти група людей, відомих як лоялісти, організовують Корво втечу. Після прибуття в Паб Собача яма, який є штаб-квартирою лоялістів, очолюваних адміралом Фарлі Гевлоком, починається шлях Корво як вбивці в масці. У першу ж ніч у «Собачій ямі» Корво сниться Безодня та Чужий, який заявляє, що лорд-захисник привернув його увагу. Чужий дарує Корві свою мітку, яка наділяє лорда-захисника надприродними здібностями, які можна розвивати по ходу сюжету гри.
Корво допомагає лоялістам похитнути владу лорда-регента Гайрема Берроуза та знайти законну спадкоємицю трону — Емілі Колдуїн. Він виконує їхні завдання, діючи на вулицях Дануолла невпізнаним через залізну маску, зроблену винахідником П'єро Джопліном. Згодом, усунувши всі важливі цілі і здобувши перемогу лоялістам Корво і сам стає жертвою змови-колишні союзники отруюють його. Завдяки човняру Самуелю, який підлив у віскі лише половину дози отрути, Корво виживає. Самуель відправляє несвідомого Корво на човні до Затопленого кварталу, висловивши впевненість, що Корво оклигає.
Але там Корво схоплюють ассасини Дауда — вбивці у червоному макінтоші. Тоді ж трапляється і їхня перша зустріч після вбивства Джесаміни і з'ясовується, що Дауд теж відзначений Чужим. Дауд відбирає у Корво все його спорядження, а самого лорда-захисника кидає у колектор. Корво вдається вибратися і, пройшовши весь Затоплений квартал, він доходить до лігва Дауда.
Після зустрічі з убивцею Джесаміни Корво катакомбами повертається до «Собачої ями». Він з'ясовує, що Хевлок, який оголосив себе регентом, разом з іншими змовниками Тігом Мартіном і Тревором Пендлтоном знаходиться на маяку на острові Кінгспарров, де тримають Емілі. За допомогою Самуеля Корво вирушає туди.
Фінал історії залежить від рівня хаосу та прийнятих рішень-якщо Корво старався не проливати кров і ліквідовував цілі альтернативними шляхами, то врятувавши Емілі вона стає доброю і справедливою імператрицею а епідемія чуми відступає. В іншому випадку Емілі стає жорстоким правителем в смутні часи. Якщо Емілі загине, то Дануол поступово занепадає а Корво тікає з нього на кораблі.